# Bryum kilimandscharicum
Bryum kilimandscharicum là một loài Rêu trong họ Bryaceae. Loài này được (Müll. Hal.) R.H. Zander mô tả khoa học đầu tiên năm 1993.